# Луций Апроний
Лу́ций Апро́ний (лат. Lucius Apronius; умер после 29 года) — древнеримский военный и государственный деятель из неименитого плебейского рода Апрониев, консул-суффект 8 года.

## Биография
Луций Апроний происходил из сословия всадников; известно, что его отец и дед носили один и тот же преномен — Гай. Предположительно, какие-то родственные связи имелись между ближайшими предками Луция и неким Марком Апронием, помпеянцем времён гражданской войны 49—45 годов до н. э. и соратником Тита Квинкция Скапулы, участвовавшего в сражении близ Мунды.
Свою государственную службу Луций Апроний начал с должности монетного триумвира. В 8 году стал консулом-суффектом вместе с Авлом Вибием Габитом. В 9 году был назначен императорским легатом в Далмации.
В 14 году сражался с германцами под началом Друза, старшего сына императора Тиберия, против восставших паннонских легионов (в качестве советника при Друзе Младшем находился Луций Элий Сеян). В 14—15 годах командовал частью армии, подчинённой Германику: там он с успехом воевал против племени хаттов, за что получил право на триумф.
В 18 году получил должность проконсула и назначение в Нумидию. С 20 года успешно воевал против Такфарината, вождя восставших нумидийцев, и уже в 21 году Апроний вернулся в Рим. В 23 году император снова направил его в Африку для помощи Луцию Элию Ламии. В 28—29 годах Луций Апроний снова стал императорским легатом-пропретором провинции Нижняя Германия (лат. Germania Inferior), где нанёс поражение фризам в 28 году в битве при Бадугене.
Дальнейшая судьба Луция Апрония неизвестна.

## Потомки
Предположительно, Луций Апроний собственных сыновей не имел, и поэтому усыновил представителя плебейского рода Цезиев, который впоследствии также стал ординарным консулом. Кроме того, благодаря сообщению Корнелия Тацита известно, что дочь Луция в своё время была выдана отцом замуж за претора Марка Плавтия Сильвана, который в 24 году, по невыясненным обстоятельствам, выбросил её из окна своего дома.